# 笑っている目と泣いている目
「笑っている目と泣いている目」（わらっているめとないているめ、Laughing Eye and Weeping Eye）は、セルビアの昔話。脚の悪いキツネの話（あしのわるいキツネのはなし、The Lame Fox）としても知られる。アンドルー・ラングの『はいいろの童話集』に収載されている。

## あらすじ
昔あるところに、片目は常に笑っており、もう片目は常に泣いている男がいた。
彼には3人の息子がおり、最も若い息子はどちらかといえば愚かなほうだった。
ある日、好奇心にかられた息子たちは、父親になぜ片目は笑っておりもう片目は泣いているのか尋ねた。激怒した父を見て年長の二人は逃げ出したが、最も若い息子は逃げなかった。
そこで父親は「私の右目はお前のような息子を得た喜びから笑っており、私の左目はかつて庭にあったすばらしい蔓が盗まれた悲しみで泣いているのだ」と語った。
3人の息子たちはその蔓を捜し始めた。しかし、最も若い息子は十字路で彼の兄たちからはぐれてしまった。
そこに足の不自由なキツネが現れ、兄たちにパンを乞いたが、彼らはキツネを杖で打ち追い払った。
キツネは弟の所へ現れ、今度はパンを得ることができた。キツネは弟に、蔓を見つける方法と、蔓を掘り起こすときに鉄のシャベルではなく木のシャベルを使うようにとの助言を与えた。
首尾よく蔓を発見した弟は、木のシャベルでは強さが十分ではない思い鉄のシャベルを使った。
しかし、鉄のシャベルが立てる騒音によって見張りが目を覚ましてしまった。
弟は捕らえられ、蔓が欲しければ黄金のリンゴを持ってくることを強いられた。
弟は再びキツネに会い、キツネはリンゴのありかと、リンゴを落とすのに金の棒ではなく木の棒を使うようにとの助言を与えた。しかし、弟とは金の棒を使ってしまい、また見張りを起こしてしまった。
弟は捕らえられ、黄金のリンゴが欲しければ一日で世界を回れる馬をつれてくることを強いられた。キツネは馬の居場所と、馬につけるのは金ではなく麻の端綱を使うようにとの助言を与えた。しかし、弟とは金の端綱を使ってしまい、また見張りを起こしてしまった。
弟は捕らえられ、自由になりたければ太陽も月も一度も見たことのない金色の少女を連れてくることを強いられた。弟は少女を見つけるには馬が必要だと飼い主を説得した。
キツネは、弟を少女の住む洞穴に案内した。弟は彼女を外へ、そして馬へと導き出した。
キツネは、弟が彼女と別れなければならないのはかわいそうだと言って、自分が彼女そっくりに化けた。そして弟は、父親の蔓を取り戻し、金色の少女と結婚した。